# Le Plessis-Dorin
Le Plessis-Dorin è un comune francese di 189 abitanti situato nel dipartimento del Loir-et-Cher nella regione del Centro-Valle della Loira.

## Società

### Evoluzione demografica
Abitanti censiti